# Julian Schütter
 Julian Schütter, né le 14 mars 1998, est un  skieur alpin autrichien.

## Biographie
En 2019 à Val di Fassa il est vice-champion du monde juniors de la descente.
En janvier 2022, il obtient son premier podium en Coupe d'Europe en prenant la 3e place du super G de Saalbach.
En mars 2022 il devient champion d'Autriche du super G à Montafon.
Fin décembre 2022, il fait ses débuts en coupe du monde dans la descente de Lake Louise. La semaine suivante, il y marque ses premiers points en prenant la 18e place du super G de Beaver Creek. En janvier il se blesse au genou (ligament croisé et ménisque) sur la descente de Kitzbühel et met fin à sa saison.
En février 2024, il annonce mettre fin à sa carrière.

## Palmarès

### Coupe du monde
- Meilleur classement général : 109e en 2023 avec  37 points.
- Meilleur classement de super G : 44e en 2023 avec 21 points.
- Meilleur classement de super G : 48e en 2023 avec 16 points.

- Meilleur résultat sur une épreuve de coupe du monde de super G : 18e à Beaver Creek le 4 décembre 2022
- Meilleur résultat sur une épreuve de coupe du monde de super G : 21e à Wengen le 14 janvier 2023

#### Classements
| Saison / Épreuve | Saison / Épreuve | Général | Général | Descente | Descente | Super G | Super G | Géant  | Géant  | Slalom | Slalom | Combiné | Combiné |
| ---------------- | ---------------- | ------- | ------- | -------- | -------- | ------- | ------- | ------ | ------ | ------ | ------ | ------- | ------- |
| Saison / Épreuve | Saison / Épreuve | Class.  | Points  | Class.   | Points   | Class.  | Points  | Class. | Points | Class. | Points | Class.  | Points  |
| 2023             | 2023             | 109e    | 37      | 44e      | 21       | 48e     | 16      | -      | -      | -      | -      | -       | -       |

### Championnats du monde juniors
| Épreuve / Édition          | Descente | Super G | Slalom géant | Slalom | Combiné | Team event |
| Mondiaux 2018 Davos        | 26e      | Abandon | -            | -      | Abandon | -          |
| Mondiaux 2019 Val di Fassa | Argent   | 6e      | Abandon      | -      | Abandon | -          |

### Coupe d'Europe
- 9 top-10 dont 1 podium

#### Classements
| Saison / Épreuve | Saison / Épreuve | Général | Général | Descente | Descente | Super G | Super G | Slalom géant | Slalom géant | Slalom | Slalom | Combiné | Combiné |
| ---------------- | ---------------- | ------- | ------- | -------- | -------- | ------- | ------- | ------------ | ------------ | ------ | ------ | ------- | ------- |
| Saison / Épreuve | Saison / Épreuve | Class.  | Points  | Class.   | Points   | Class.  | Points  | Class.       | Points       | Class. | Points | Class.  | Points  |
| 2019             | 2019             | 71e     | 120     | 26e      | 64       | 43e     | 25      | -            | -            | -      | -      | 17e     | 31      |
| 2020             | 2020             | 69e     | 127     | 54e      | 7        | 17e     | 92      | -            | -            | -      | -      | 19e     | 28      |
| 2021             | 2021             | 48e     | 156     | 14e      | 110      | 32e     | 46      | -            | -            | -      | -      | -       | -       |
| 2022             | 2022             | 30e     | 214     | 22e      | 96       | 14e     | 118     | -            | -            | -      | -      | -       | -       |